# 本台山城
本台山城（もとだいやまじょう）は、香川県仲多度郡多度津町の現桃陵公園一帯にあった日本の城（山城）。別名多度津城。東麓の西側（西方寺、観音堂、墓地、光厳寺周辺）に居館があったとされる。

## 歴史
正平19年・貞治3年（1364年）、讃岐守護細川氏に従って相模より入部してきた香川氏が築城。天霧城が有事の際の詰の城として使われていたのに対し、平時の居館として使われていた。天正13年（1585年）、豊臣秀吉の四国征伐に伴い、香川氏は改易となり、本台山城も廃城となった。

## 遺構
史跡等には指定されていないが、公園の東方の丘にある園地の東側に石垣の遺構が現存する。